# Noryangjin-dong
Noryangjin-dong (koreanska: 노량진동) är en stadsdel i stadsdistriktet Dongjak-gu i Sydkoreas huvudstad Seoul.

## Indelning
Administrativt är Noryangjin-dong indelat i:
| Namn      | Namn                  | Yta km² | Invånare 31 dec 2021 |
| --------- | --------------------- | ------- | -------------------- |
| 노량진1동 | Noryangjin 1(il)-dong | 1,58    | 32 298               |
| 노량진2동 | Noryangjin 2(i)-dong  | 0,64    | 11 550               |